# Albert II (aap)
Albert II was de eerste primaat die door de Amerikanen de ruimte in werd geschoten en de grens van 50 mijl hoogte overschreed. De grens van 50 mijl (80,5 kilometer) is de definitie die de Amerikaanse luchtmacht hanteert voor een ruimtevlucht. De Fédération Aéronautique Internationale (FAI) hanteert een strengere grens van 100 kilometer, maar ook deze grens is door Albert II gehaald.
Albert II was een resusaap, opgegroeid in het Aeromedical Lab in Wright-Patterson. Zijn vlucht (missie V-2 No 47) vond plaats op 14 juni 1949. Albert II bereikte een hoogte van 130 kilometer. Hiermee werd hij de eerste primaat die de ruimte bereikte. Een jaar eerder bereikte zijn voorganger Albert een hoogte van "slechts" 63 kilometer.
Doordat de parachute niet werkte, sloeg Albert II na een vlucht van vermoedelijk 6 minuten te pletter bij de landing.